# 우주 해적

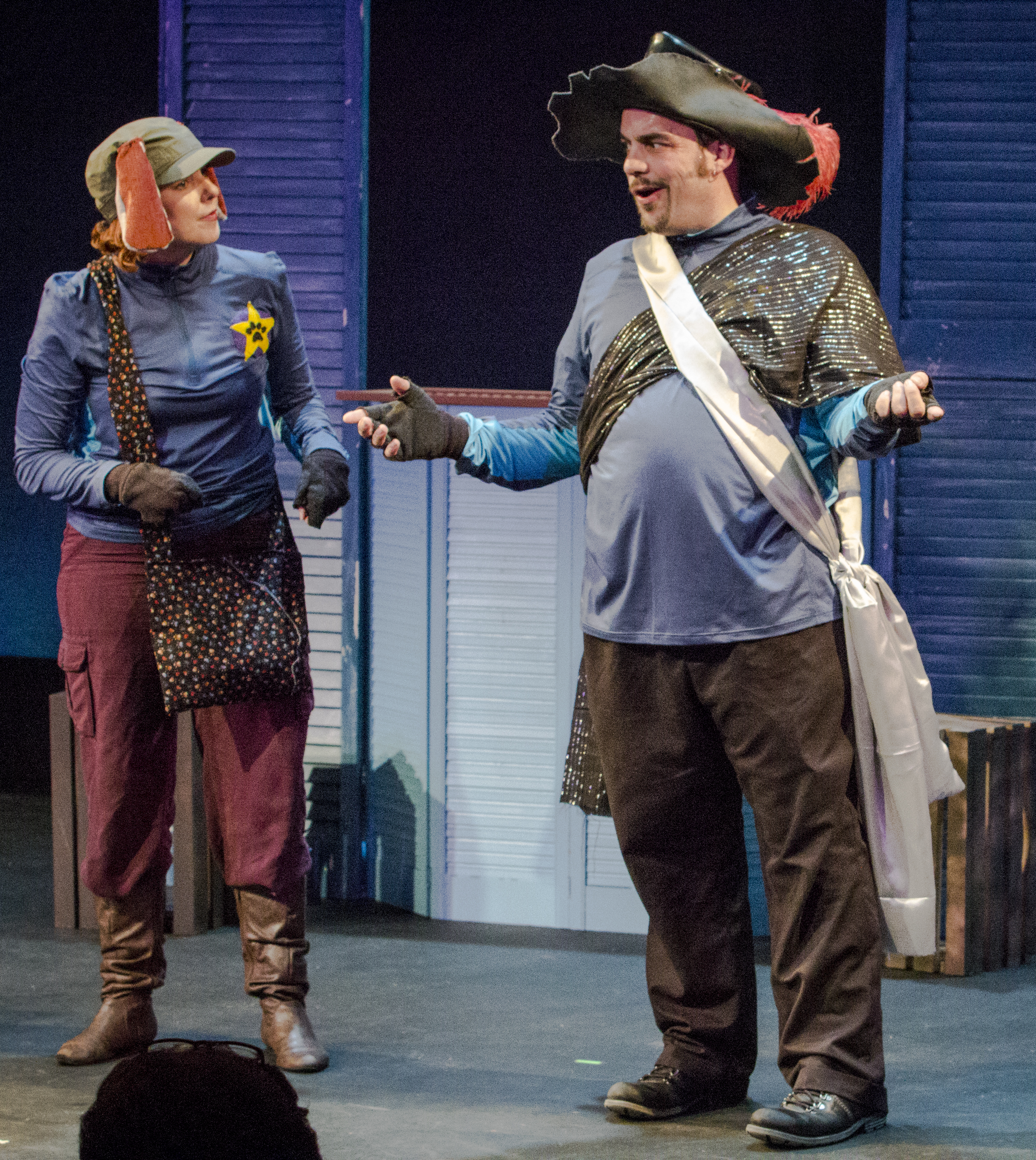

우주 해적(宇宙海賊) 또는 우주 강도는 인류가 우주에 진출한 세계를 그리는 SF 작품에 자주 등장하는 가공의 범죄 조직이다.
우주 해적은 공상 과학 소설의 스톡 캐릭터 유형이다. 역사의 전통적인 항해 해적이나 19세기 가상의 항공 해적을 모방한 우주 해적은 우주 공간을 여행한다. 전통적인 해적이 범선을 표적으로 삼는 경우 우주 해적은 공상 과학 미디어에서 유사한 역할을 수행한다. 이들은 화물을 위해 우주선을 포획 및 약탈하고, 약탈하고 때때로 우주선을 훔치고, 승무원과 승객을 죽이거나 노예로 만든다.

## 같이 보기
- 스페이스 머린